# Ruby Tuesday
"Ruby Tuesday" é uma canção de Mick Jagger e Keith Richards lançada pelos Rolling Stones em janeiro de 1967. O single, em compacto junto com "Let's Spend the Night Together", atingiu o primeiro lugar nas paradas norte-americanas e terceiro na britânica.

## História
Em meados de 1966, Brian Jones e sua namorada Anita Pallenberg haviam começado a ter suas primeiras experiências com LSD. Keith Richards, amigo de Brian, passou a também usa-lo, sob influência de Brian, que além de fundador da banda, aquela altura era o líder dos Rolling Stones, e principal mentor. Keith, Brian, Anita e diversos outros amigos como Tara Browne (herdeiro da fortuna Guiness, uma das maiores da Inglaterra) passaram a consumir ácido diariamente, e diversas vezes ao dia. Keith Richards se mudou para o apartamento de Brian e Anita (que viria a terminar com Brian e se tornar sua mulher, alguns anos depois), e o LSD passou a fazer parte de sua rotina.
Desta forma, Brian e Keith passaram a improvisar melhor, e a compor canções incríveis. Brian explicava: "É como se todo tipo de canções maravilhosas ficasse girando dentro da minha cabeça e eu não tivesse como soltá-las, o ácido libera todas elas. Eu nem sequer sei que estou compondo, enquanto viajo. No dia seguinte, descubro que escrevi as coisas mais surpreendentes". Em um desses dias, Brian compôs uma melodia inteira no piano (Instrumento que tocava desde criança, e aprendeu com sua mãe, que dava aulas de piano na igreja). Em meio a tantas melodias e canções que fazia, nem deu tanta importância.
Keith, porém, ficou maravilhado com a melodia, e compôs uma letra para ela. Keith tem duas versões próprias sobre a letra que escreveu: Em uma diz que a fez pensando numa groupie que conheceu. Em outra, diz que a fez para Linda Keith, sua namorada na época.
Richards e Jones apresentaram a canção pronta para Mick Jagger. É um fato incomum na longa carreira dos Stones, já que a maioria das canções são da autoria de Mick e Keith. Porém, em 1966, Jagger não estava tão ligado quanto Brian e Keith, visto que ainda não usava nenhuma droga. Mick Jagger diz que ela tem uma bela letra e melodia e que adora cantá-la, apesar de não ter participado de sua criação.
Gravada com dois baixos tocados por Bill Wyman e Richards, flauta doce tocada por Brian Jones e piano por Jack Nitzsche, a canção é considerada pela revista Rolling Stone como a 303.ª das 500 melhores de todos os tempos.